# Eupogonius flavocinctus
Eupogonius flavocinctus är en skalbaggsart som beskrevs av Bates 1872. Eupogonius flavocinctus ingår i släktet Eupogonius och familjen långhorningar.
Artens utbredningsområde är:
- Costa Rica.
- Nicaragua.

Inga underarter finns listade i Catalogue of Life.